# إينجرلي أووه
إينجرلي أووه (بالتركية: İncirliova)‏ هي بلدة ومُديريَّة تقع في ولاية أيدن بتركيا. تصل مساحتها إلى 214.43 كم²، وترتفع عن سطح البحر حوالي 60 م.